# Halysidota carinator
Halysidota carinator är en fjärilsart som beskrevs av Dyar 1912. Halysidota carinator ingår i släktet Halysidota och familjen björnspinnare. Inga underarter finns listade i Catalogue of Life.